# Marijke Dillen
Marijke Elisabeth Rudolf Dillen (Mortsel, 11 dicembre 1960) è una politica e avvocata belga, membro del Vlaams Belang.
È stata deputato federale dal 1991 al 1995, membro del Consiglio fiammingo dal 1992 al 1995 e deputato fiamminga dal 2004 al 2014.

## Biografia
Marijke Dillen è figlia di Karel Dillen, fondatore del Vlaams Belang, e sorella del politico Koenraad Dillen, ex deputato al Parlamento europeo.
Si è laureata in lingue antiche (latino e greco antico) nel 1978 presso l'Istituto Nôtre-Dame di Anversa prima di ottenere una laurea in giurisprudenza nel 1983 presso l'Università di Anversa. Lei è avvocato.
Marijke Dillen è stata eletta come consigliera comunale ad Anversa nel 1989, un mandato che ha completato nel 1994. Allo stesso tempo, è stata deputato federale dal 1991 al 1995 e membro del Consiglio fiammingo dal 1992 al 1995.
Nel 1995, è entrata a far parte del Parlamento fiammingo. Si è seduta lì fino alle elezioni del 25 maggio 2014, quando è stata eletta nuovamente alla carica di deputato federale. Alla fine, si è dimessa un mese dopo, il 19 giugno 2014, lasciando il suo posto a Jan Penris.
Dal 2001 Marijke Dillen ha un solo mandato, quello del consigliere di Schilde in Belgio. È l'unica consigliera del Vlaams Belang in questo comune. È membro del consiglio di partito del Vlaams Belang e vive nel distretto di Gravenwezel. Con 1553 iniziative era in base al sito Web "ze werken voor jou" nella legislatura 2009 - 2014, il 4° membro del Parlamento fiammingo più attivo.